# قنصور أحمر
قنصور أحمر (الاسم العلمي:Colutea rubra) هي نوع نباتي يتبع جنس القنصور من فصيلة البقولية.